# Wilhelm Goette

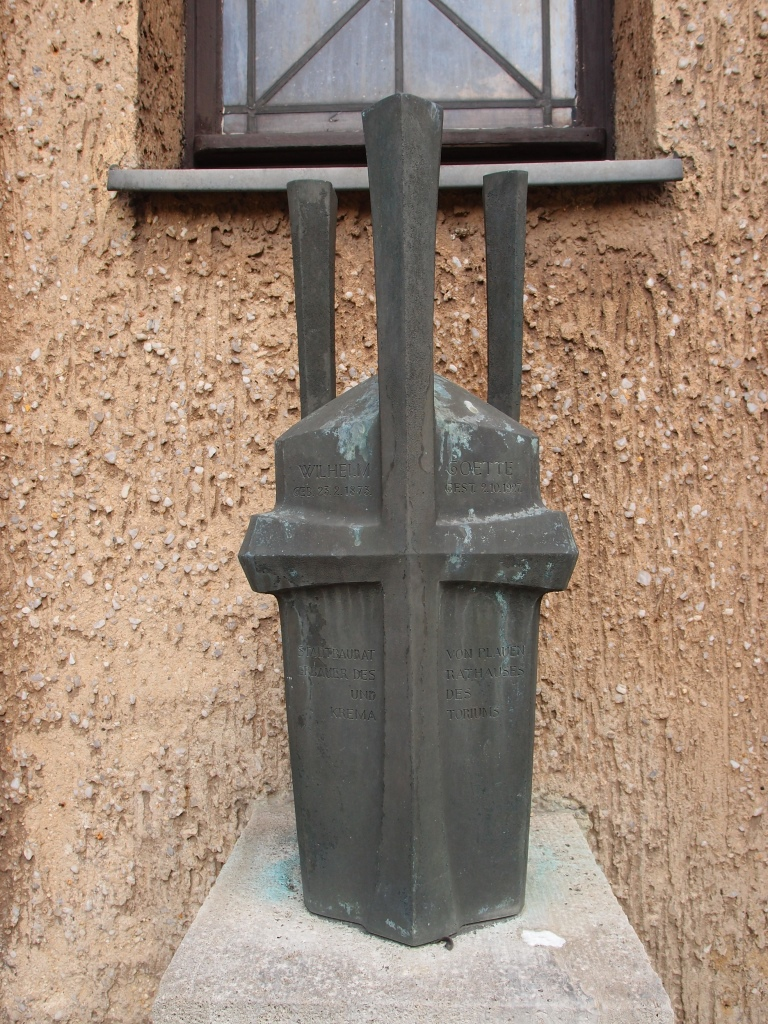
Urne von Wilhelm Goette auf dem Hauptfriedhof Plauen

Wilhelm Goette (* 23. Februar 1873 in Straßburg, Reichsland Elsaß-Lothringen; † 2. Oktober 1927 in Garmisch-Partenkirchen) war ein deutscher Architekt und Baubeamter, der in Gotha und Plauen wirkte.

## Leben
Wilhelm Goette war der Sohn eines Hochschullehrers. Seine Schulzeit verlebte er in Straßburg und Rostock. Goette studierte danach Architektur an der Technischen Hochschule München und an der Technischen Hochschule (Berlin-)Charlottenburg. Während seines Studiums wurde er 1893 Mitglied der Burschenschaft Rhenania München. Er begann nach dem 1. Staatsexamen im Hochbaufach 1898 ein Referendariat (als Regierungsbauführer) im öffentlichen Bauwesen bei verschiedenen Bauprojekten in Berlin. Das 2. Staatsexamen legte er 1901 ab und wurde zum Regierungsbaumeister (Assessor) ernannt. 1904 wurde er als Garnison-Bauinspektor nach Kassel versetzt. 1907 verließ er den preußischen Staatsdienst und wechselte als Stadtbaurat in die kommunale Bauverwaltung der Stadt Gotha.
Ab 1. März 1910 war er beim Stadtbauamt Plauen tätig; dort wurde er 1915 zum Stadtbaurat auf Lebenszeit gewählt. Er hatte das Amt bis zu seinem Tod auf einer mit Oberbürgermeister Lehmann unternommenen Inspektionsreise in Bayern inne. Er starb an einem Schlaganfall. In seinem Privatleben zeigte Goette vielseitige kulturelle Interessen, so als Sänger und Vorstandsmitglied des Richard-Wagner-Vereins. Ferner betätigte er sich als Amateurfotograf und war Vorsitzender des Plauener Kunstvereins.

## Ehrungen
In Plauen ist zu seinen Ehren die Wilhelm-Goette-Straße benannt.

## Werk

### Bauten in Gotha
- 1907–1909: Stadtbad, Bohnstedtstraße 6[3]
- 1907–1908: Ratskeller, Hauptmarkt
- 1907–1908: Rathaus, Hauptmarkt (Fassadenumgestaltung im Stil der Neorenaissance)
- 1909–1911: Arnoldischule und Turnhalle, Eisenacher Straße

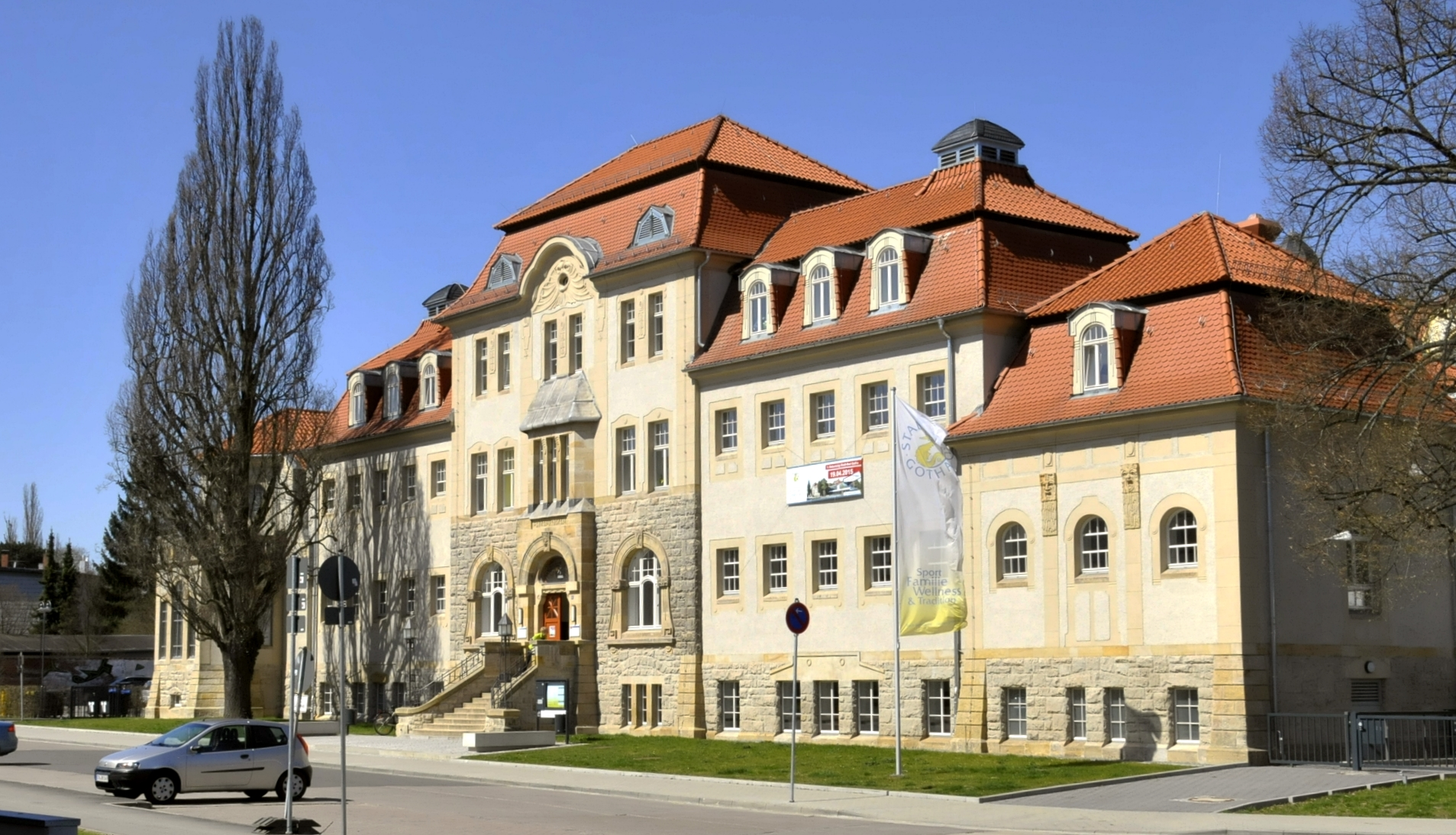
Stadtbad in Gotha
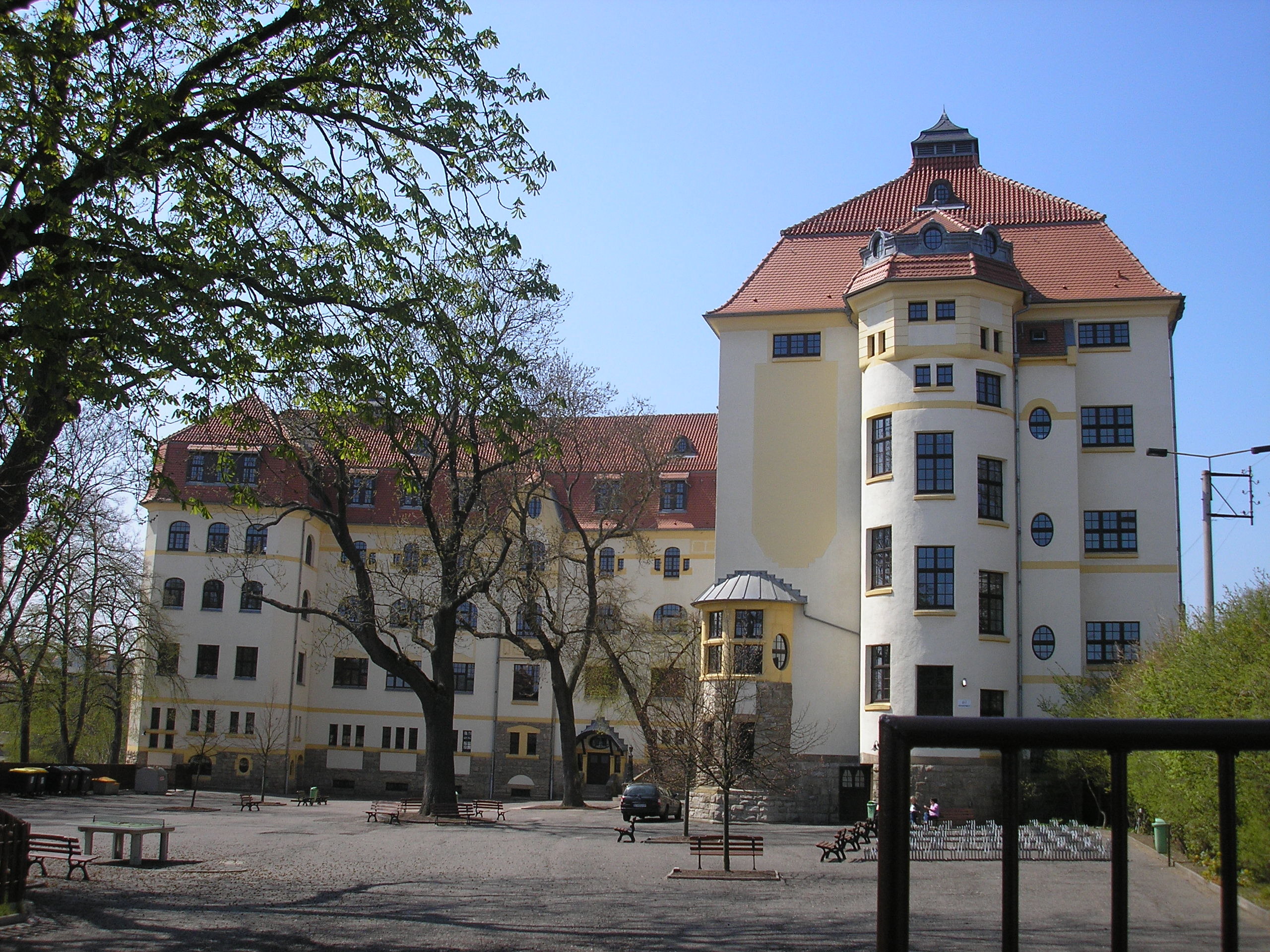
Arnoldischule in Gotha
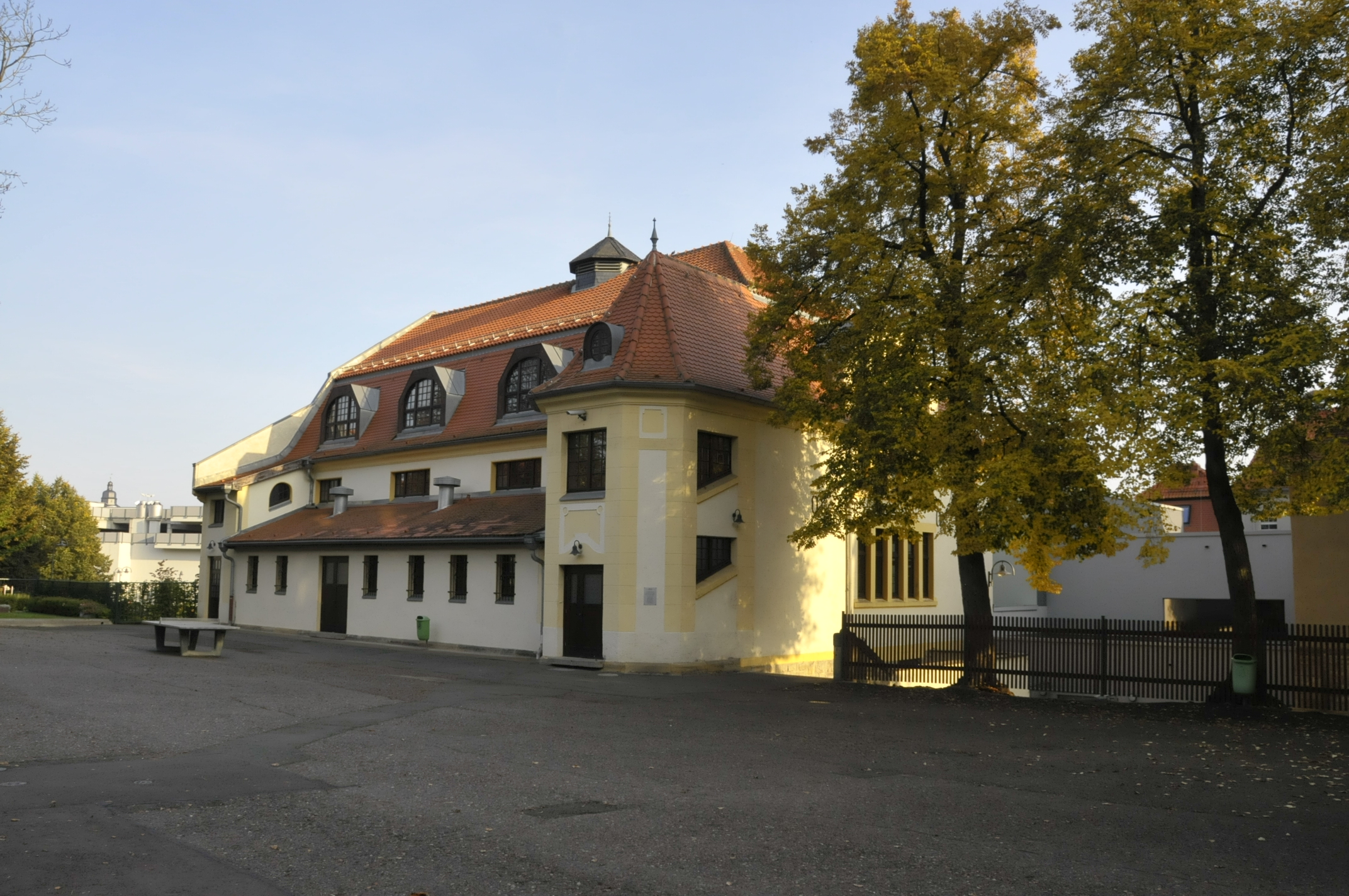
Turnhalle der Arnoldischule in Gotha
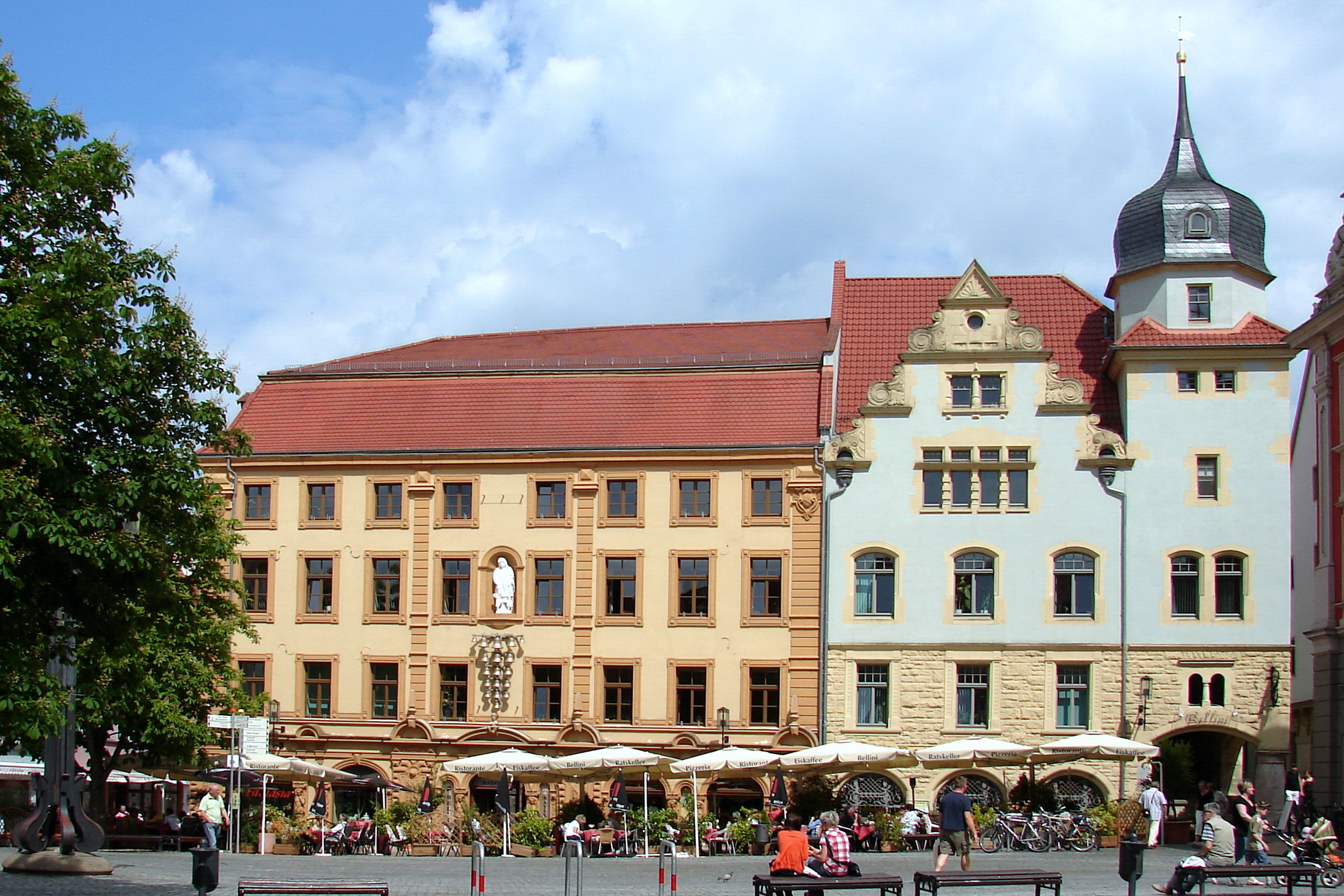
Ratskeller (rechts) am Hauptmarkt in Gotha
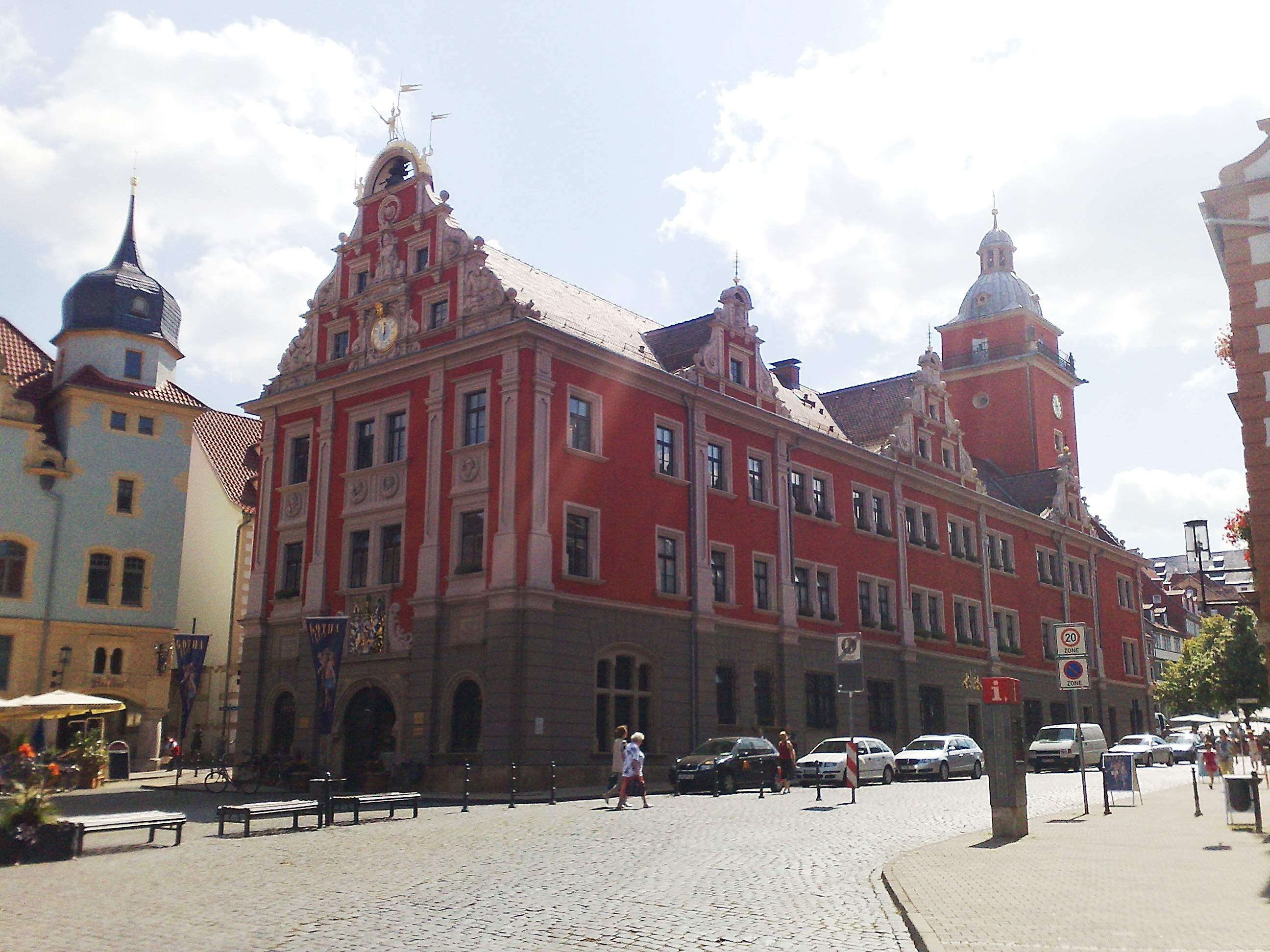
Rathaus am Hauptmarkt in Gotha

### Bauten in Plauen
- 1909–1912: König-Albert-Bad, Hofer Straße[4] (nach Entwurf von Stadtbauinspektor Arno Dolzig[5])
- nach 1910: Städtisches Freibad in Haselbrunn
- nach 1910: Ausbau des Vogtländischen Kreismuseums[1]
- nach 1910: Umbau des Theaters
- seit 1911: Regulierung des Elsterlaufs unterhalb der Gasanstalt und bei der Leuchtsmühle stromabwärts[1]
- 1911: Zweite Höhere Bürgerschule, ab 1920 Diesterwegschule[6]
- 1912: Sparkassengebäude, Neundorfer Straße
- 1912–1923: Neues Rathaus[7]
- 1913: Feuerwache, Neundorfer Straße 3
- 1914: Bürgerschule in Haselbrunn (heute Rückertschule)
- 1918: Grabmal auf dem Hauptfriedhof für die Opfer der Explosionskatastrophe im Kartuschierwerk am 19. Juli 1918[8][1]
- 1918: Städtischer Hauptfriedhof[9]
- 1925: Forstamt Plauen, Am Fuchsloch 1

Außerdem gehörte zu Goettes dienstlichen Aufgaben auch die Bauleitung beim Bau der Markuskirche in Haselbrunn (1910–1913), deren Entwurf von dem Berliner Architekten Heinrich Adam stammte.

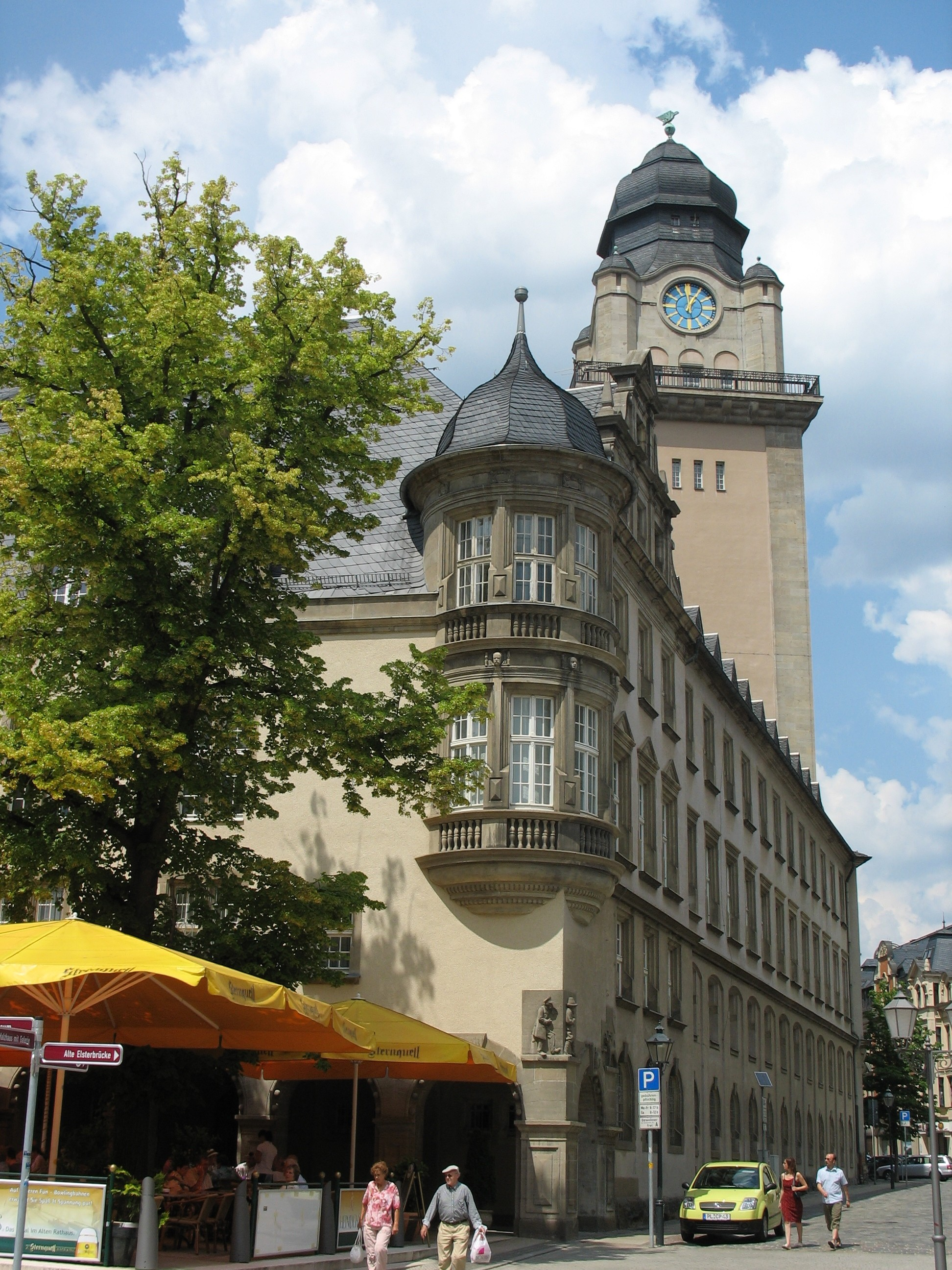
Neues Rathaus in Plauen
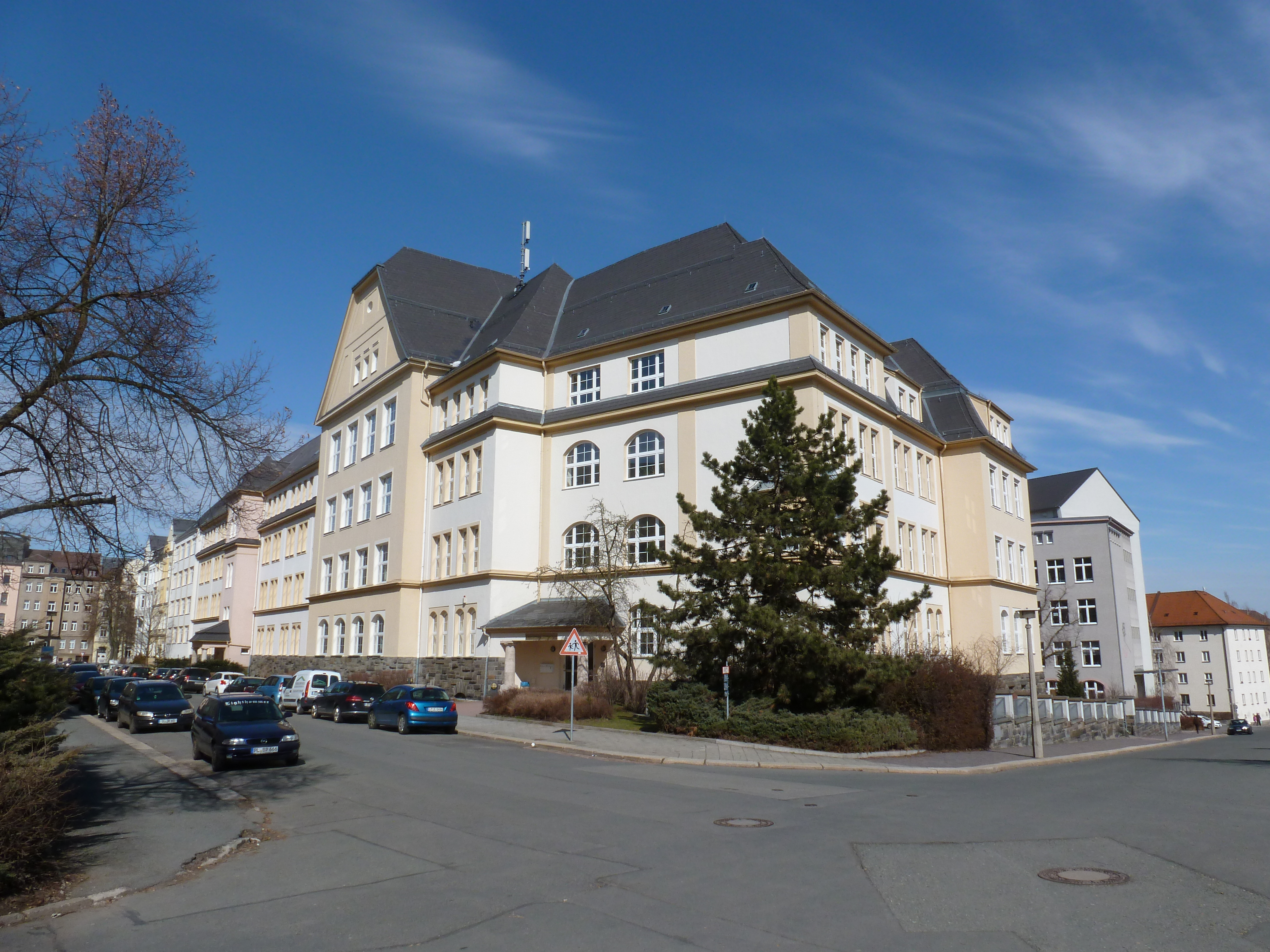
Diesterwegschule in Plauen
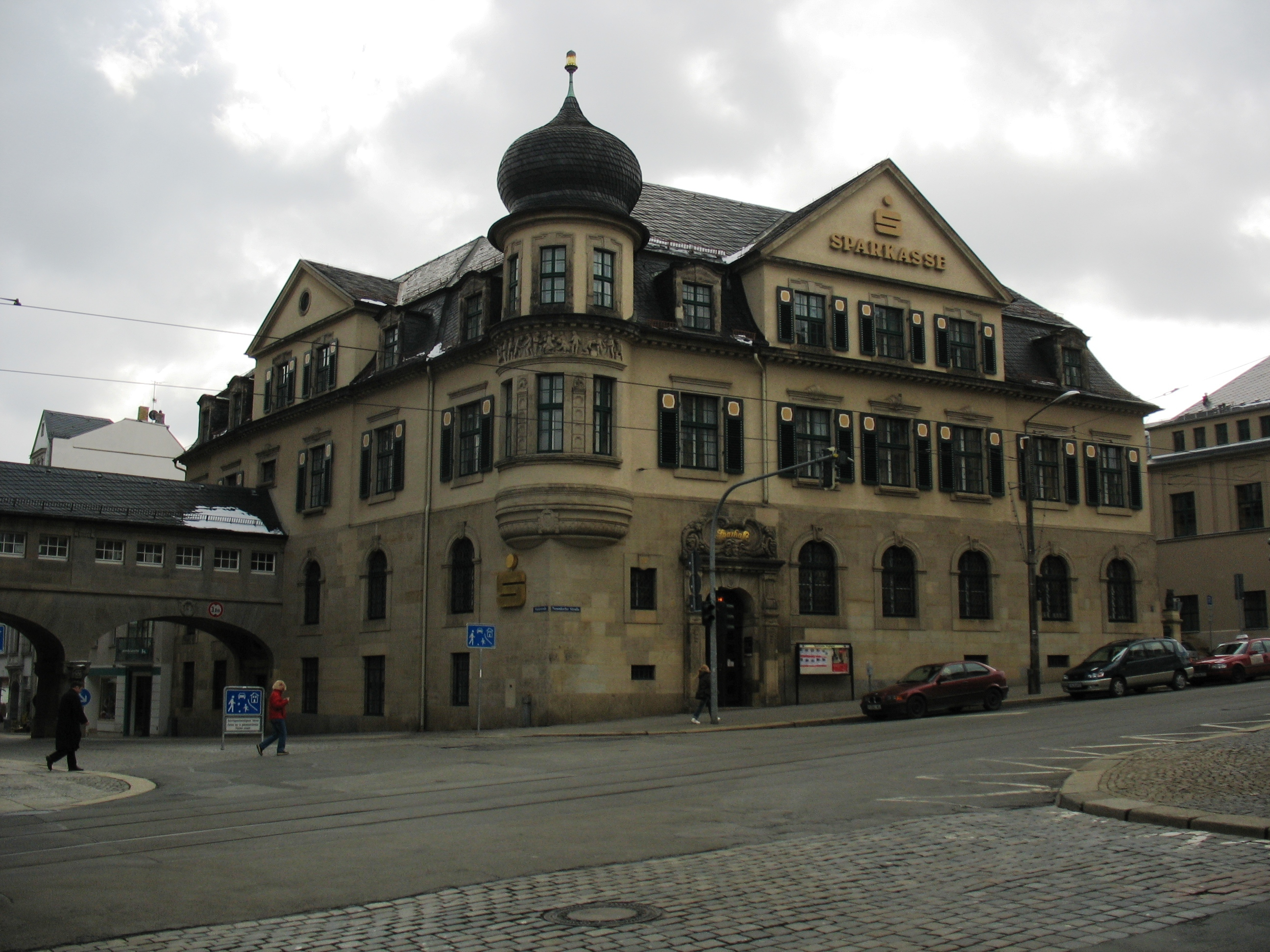
Sparkasse an der Neundorfer Straße in Plauen
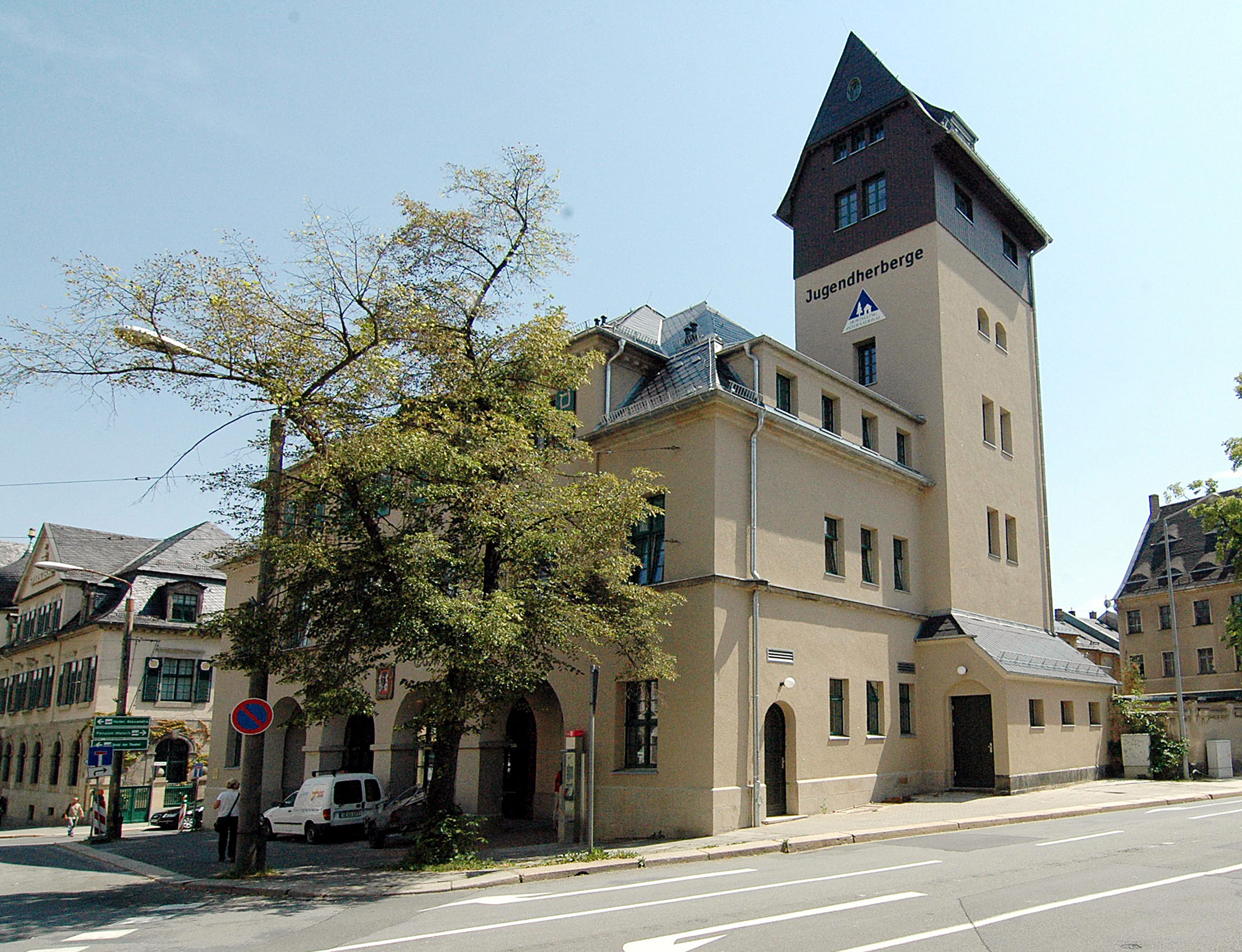
Alte Feuerwache, jetzt Jugendherberge Plauen
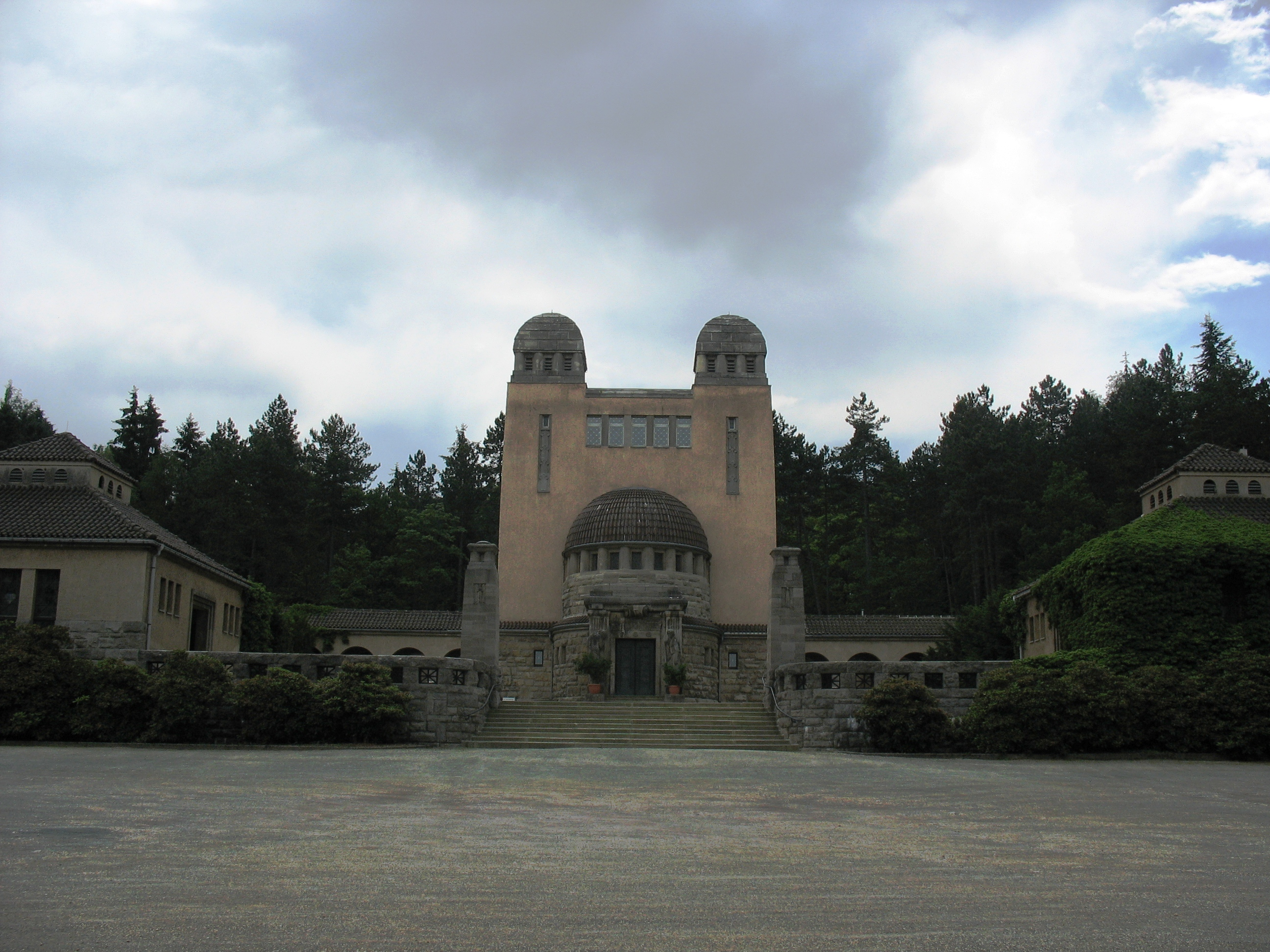
Krematorium auf dem Plauener Hauptfriedhof
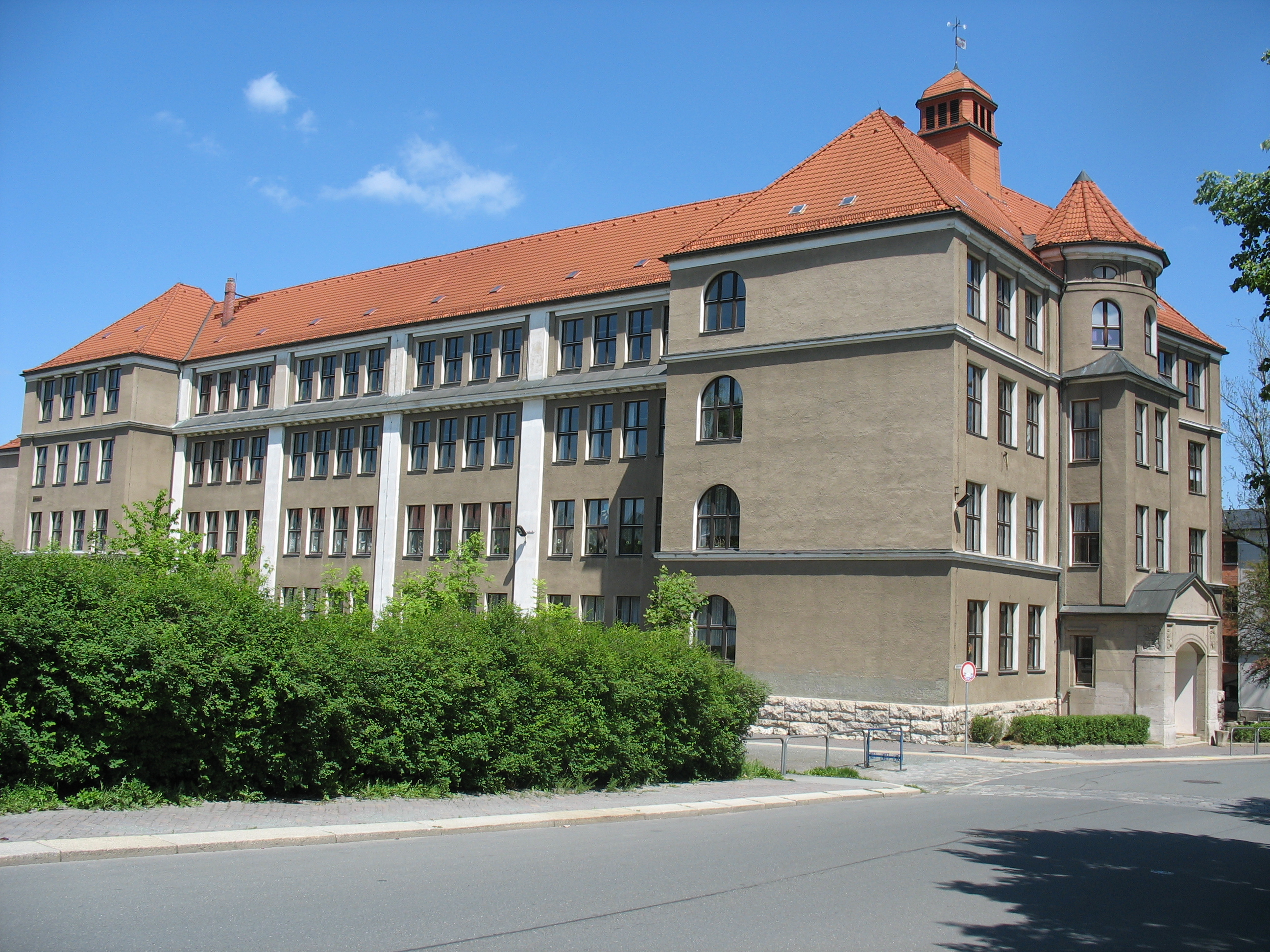
Rückertschule in Plauen-Haselbrunn

### Schriften
- Lage und bauliche Entwicklung der Stadt Plauen. In: Plauen i. Vogtland. (Deutschlands Städtebau) DARI-Verlag, Berlin-Halensee 1926, S. 10–50 (Hauptschriftleitung des Bandes über Plauen)